# Eldorado (Illinois)
Eldorado ist eine Kleinstadt (mit dem Status „City“) im Saline County im Süden des US-amerikanischen Bundesstaates Illinois. Das U.S. Census Bureau hat bei der Volkszählung 2020 eine Einwohnerzahl von 3.743 ermittelt.

## Geografie
Eldorado erstreckt sich über 6 km². Der Ort ist das Zentrum der East Eldorado Township.
Benachbarte Orte von Eldorado sind Broughton (15,1 km nördlich), Omaha (20,8 km nordöstlich), Ridgway (17,5 km östlich), Equality (12,6 km südöstlich), Harrisburg (13,7 km südwestlich) und Raleigh (8,7 km westlich). Der Ort Beulah Heights ist im Jahr 1946 nach Eldorado eingemeindet worden.
Die nächstgelegenen größeren Städte sind St. Louis in Missouri (208 km nordwestlich), Louisville in Kentucky (273 km ostnordöstlich), Evansville in Indiana (86,9 km östlich) sowie Tennessees Hauptstadt Nashville (289 km südöstlich).

## Verkehr
Im Stadtgebiet von Eldorado kreuzt der U.S. Highway 45 die Illinois State Route 142. Alle weiteren Straßen sind untergeordnete Fahrwege sowie innerörtliche Verbindungsstraßen.
In Eldorado befindet sich der östliche Endpunkt einer Eisenbahnstrecke der früheren Illinois Central Railroad, die heute zum Streckennetz der Canadian National Railway gehört.
Der nächstgelegene Flugplatz ist der 11,9 km westlich gelegene Harrisburg-Raleigh Airport; der nächstgelegene Großflughafen ist der 226 km nordwestlich gelegene Lambert-Saint Louis International Airport.

## Demografische Daten
Nach der Volkszählung im Jahr 2010 lebten in Eldorado 4122 Menschen in 1796 Haushalten. Die Bevölkerungsdichte betrug 687 Einwohner pro Quadratkilometer. In den 1796 Haushalten lebten statistisch je 2,21 Personen.
Ethnisch betrachtet setzte sich die Bevölkerung zusammen aus 97,3 Prozent Weißen, 0,8 Prozent Afroamerikanern, 0,2 Prozent amerikanischen Ureinwohnern, 0,1 Prozent Asiaten sowie 0,6 Prozent aus anderen ethnischen Gruppen; 1,1 Prozent stammten von zwei oder mehr Ethnien ab. Unabhängig von der ethnischen Zugehörigkeit waren 1,3 Prozent der Bevölkerung spanischer oder lateinamerikanischer Abstammung.
22,2 Prozent der Bevölkerung waren unter 18 Jahre alt, 57,7 Prozent waren zwischen 18 und 64 und 20,1 Prozent waren 65 Jahre oder älter. 52,4 Prozent der Bevölkerung war weiblich.
Das mittlere jährliche Einkommen eines Haushalts lag bei 24.855 USD. Das Pro-Kopf-Einkommen betrug 14.737 USD. 29,6 Prozent der Einwohner lebten unterhalb der Armutsgrenze.